# Куконештій-Век
Куконештій-Век (рум. Cuconeștii Vechi) — село в Єдинецькому районі Молдови. Утворює окрему комуну. Входить до складу комуни, адміністративним центром якої є село Куконештій-Ной.